# Abdeljalil Hadda
Abdeljalil Hadda (en árabe: عبدالجليل حدّا) (Mequinez, Marruecos, 21 de marzo de 1972), conocido como Hadda Kamatcho, es un exfutbolista marroquí que jugaba como delantero.

## Trayectoria
Comenzó su carrera deportiva en el equipo de su ciudad natal, el CODM Meknès, en 1992. Se mantuvo en el club marroquí hasta 1996, cuando fichó por el Al-Ittihad de Arabia Saudita, en el que pasó una sola temporada. En 1997, fichó por el Club Africain de Túnez y, tras haber realizado una buena campaña, llamó la atención de los ojeadores del Real Sporting de Gijón, equipo al que fue traspasado en 1998. Permaneció hasta 2001 en el club asturiano, momento en que regresó al Club Africain. Tras una temporada en el conjunto de la capital tunecina, volvió a su país natal para disputar la campaña 2002/03 con el MAS Fez. Una vez finalizada la temporada regresó al equipo que lo vio nacer futbolísticamente para retirarse, finalmente, en el año 2004.

## Selección nacional
Fue internacional con la selección de fútbol de Marruecos en treinta y seis ocasiones, en las que logró anotar un total de treinta y seis goles. Con el equipo magrebí disputó el Mundial de 1998, la Copa Africana de Naciones 1998 y la Copa Africana de Naciones 2000.

## Clubes
| Club                   | País           | Año       |
| ---------------------- | -------------- | --------- |
| CODM Meknès            | Marruecos      | 1992-1996 |
| Al-Ittihad             | Arabia Saudita | 1996-1997 |
| Club Africain          | Túnez          | 1997-1998 |
| Real Sporting de Gijón | España         | 1998-2001 |
| Club Africain          | Túnez          | 2001-2002 |
| MAS Fez                | Marruecos      | 2002-2003 |
| CODM Meknès            | Marruecos      | 2003-2004 |